# Persoonia muelleri
Persoonia muelleri är en tvåhjärtbladig växtart. Persoonia muelleri ingår i släktet Persoonia och familjen Proteaceae.

## Underarter
Arten delas in i följande underarter:
- P. m. angustifolia
- P. m. densifolia
- P. m. muelleri